# アン・バティマー

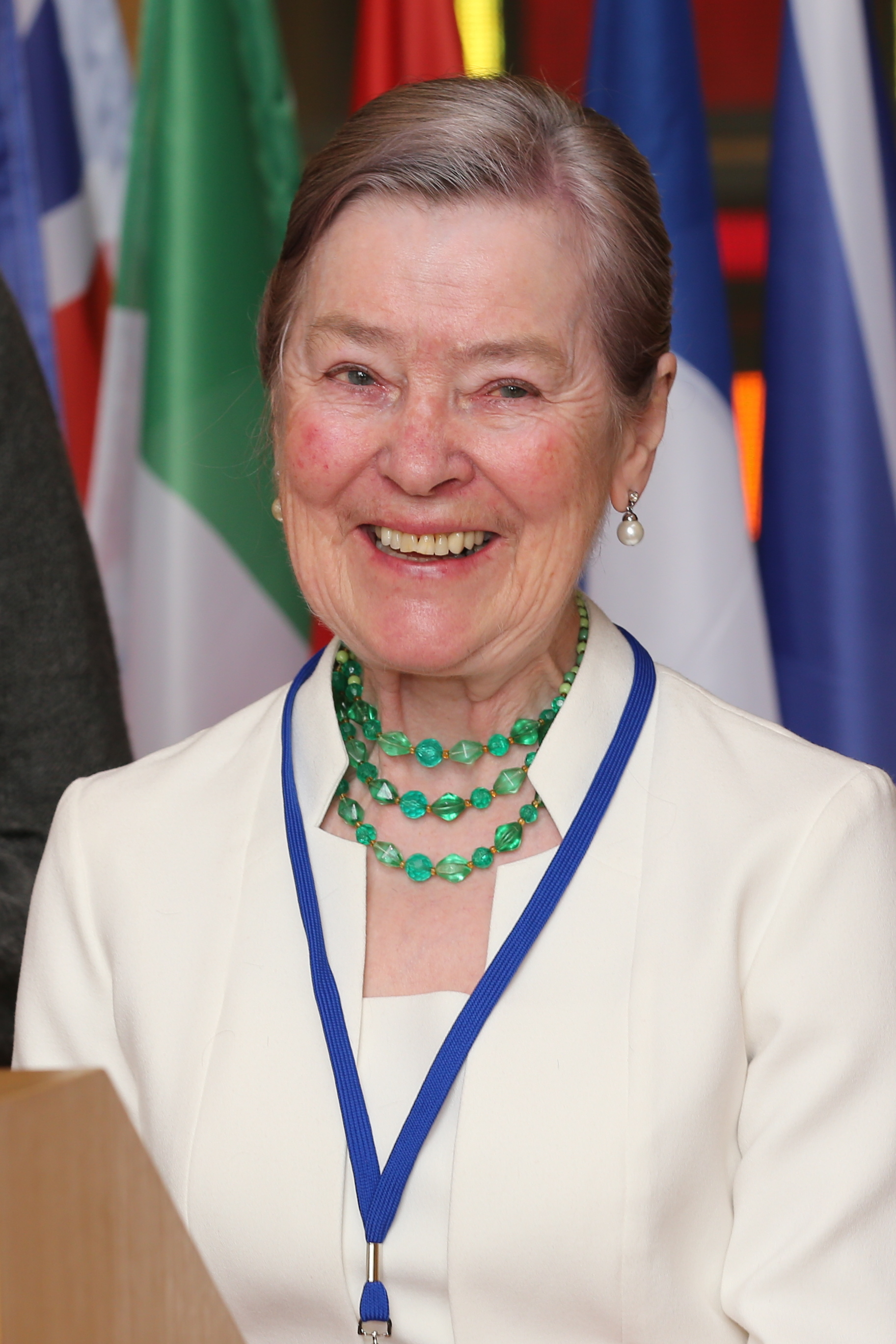
アン・バティマー、2014年撮影。

アン・バティマー（Anne Buttimer、1938年10月31日 - 2017年7月15日）は、アイルランドの地理学者。ユニバーシティ・カレッジ・ダブリンの地理学の名誉教授。

## 経歴
バティマーは、アイルランドで、強いカトリックの信仰の下に育った。1957年にユニバーシティ・カレッジ・コークを、地理学、ラテン語、数学を学んで学士を得て卒業し、1959年にはアイルランド国立大学で地理学の修士号を得た。その後、彼女はドミニコ会に入り、シアトルへ移り住んだ。以降、17年間にわたって修道女生活を送った。
その間、1965年には、社会地理学の概念的、方法論的基礎に関する論文によって、ワシントン大学から地理学の博士号 (PhD) を得た。ルーヴェン・カトリック大学で博士課程修了後のフェローとなった後、1966年から1968年にかけてシアトル大学の助教授 (assistant professor) として働いた。
さらに、グラスゴー大学で2年間、住宅問題の社会地理学に取り組み、1970年から1981年にかけてクラーク大学に加わり、社会地理学者、社会科学者として確固たる評価を確立した。1982年にはスウェーデン人文社会科学評議会の研究フェローとしてルンド大学に拠点を置き、1989年から1991年にかけての短期間オタワ大学教授を務めてから、1991年にユニバーシティ・カレッジ・ダブリンに移り、2003年まで勤めた。多言語に通じた学者であった彼女は、ヨーロッパ各地で、様々な職位に、短期間所属することがあった。
2000年から2004年まで国際地理学連合会長となり、2012年には地理学者として初めてヨーロッパ・アカデミーの副会長になった。

## 研究
彼女の経歴の初期には、計量革命が社会科学を席巻していたが、バティマーはワシントン大学でこうした潮流の中で鍛えられ、やがてそれを超えて、生物的、物理的、人文的諸科学の交差する地点における哲学的主題へと進んだ。その結果、彼女の研究の方向は、スピリチュアリティ、社会地理学、日常生活の経験の人文主義的 (humanistic) 記述へと向かった。こうした分野は、地理学者たちが理論と実践の間を架橋していく上でのモデルとなっていった。
彼女が業績は、科学史・科学哲学、都市地理学、社会地理学、移民とアイデンティティ、環境の経験、自然と文化、環境と持続可能な開発、地球的規模の変化の人文的側面についての研究などに及んでいる。
彼女は欧州連合 (EU) が資金を出し、EUの政策論議にも大きな影響を与えた、持続可能な開発についての研究ネットワークの座長を務め、彼女の働きは、科学者たちとプランナーたちの間のコミュニケーションの改善に資する重要な洞察を提供した。
彼女は、社会と空間、都市計画、思想史、環境政策などについて、多数の著書や論文を書いた。おそらく最もよく知られている著作は、人類と環境について研究してきたフランスやスウェーデン、そして英語圏諸国の学術的研究の伝統を結びつけた、1983年の『The Practice of Geography』であろう。
2014年、彼女は、俗に「地理学のノーベル賞」とも呼ばれるヴォートラン・ルッド国際地理学賞を受賞した。
彼女は、2017年7月15日に死去した。

## おもな業績
- Buttimer, A. and T. Mels. 2006. By Northern Lights. On the making of geography in Sweden. London: Ashgate Press.
- Buttimer A. (ed.) 2001. Sustainable Landscapes and Lifeways: Issues of Scale and Appropriateness. Cork University Press.
- Buttimer, A., S. Brunn and U. Wardenga. 2000. Text and image: Social construction of regional knowledges. Leipzig: Inst.für Länderkunde.
- Buttimer, A. and Wallin, L. 1999. Nature and Identity in Cross-Cultural Perspective. Dordrecht: Kluwer.
- Buttimer, A. 1994. Geography and the Human Spirit. The Johns Hopkins University Press.
- Buttimer, A. 1991. Land-Life-Lumber-Leisure. Ottawa, Ont.: Royal Society of Canada.
- Buttimer, A. 1990. Geography, humanism and global concern. Annals of the Association of American Geographers 80: 1–33.
- Buttimer, A.. 1988. The wake of Erasmus. Saints, scholars and studia in Mediaeval Norden. Lund: Lund University Press.
- Buttimer, A. and T. Hägerstrand. 1988. Geographers of Norden. Reflections on career experiences. Lund University Press.
- Buttimer, A. 1983. Creativity and context. Lund Studies in Human Geography, Ser. B, No. 50.
- Buttimer, A. 1983. The practice of geography. London: Longman. (Russian. 1990)
- Buttimer, A. and D. Seamon. 1980. The human experience of place and space. London: Croom Helm Publishers.
- Buttimer, A. 1976. Grasping the dynamism of lifeworld' Annals of the Association of American Geographers 66: 277–292.
- Buttimer, A. 1974. Values in Geography. Washington, D.C., Commission on College Geography.
- Buttimer, A. 1971. Society and Milieu in the French Geographic Tradition. Chicago: Rand McNally. (Spanish, 1971)

## 受賞
- 1976年 - フルブライト＝ヘイズ（英語版）客員教授として社会生態学研究のためスウェーデンへ派遣
- 1986年 - 栄誉賞 (Honors Award)、アメリカ地理学会
- 1991年 - エレン・チャーチル・センプル賞 (Ellen Churchill Semple award)、ケンタッキー大学地理学科
- 1997年 - マーチソン賞 (Murchison Award)、王立地理学会
- 1999年 - ヨエンスー大学（Yliopistot Joensuussa ja Kuopiossa：東フィンランド大学の前身）名誉博士
- 2000年 - ミレニアム賞 (Millennium Award)、王立スコットランド地理学会
- 2000年 - 王立アイルランド・アカデミー（英語版）会員
- 2004年 - タルトゥ大学名誉博士
- 2009年 - ワールベルク・メダル (Wahlberg Medal)、スウェーデン人類学・地理学会（英語版）
- ジョゼフ・フーリエ大学（フランス語版）名誉博士（女性では初）
- 2014年 - 生涯功労栄誉賞 (Lifetime achievement honours)、アメリカ地理学会[5]
- 2014年 - ヴォートラン・ルッド国際地理学賞
- 2016年 - UCC同窓賞、アイルランド地理学会議 (Conference of Irish Geographers)

## 関連文献
- Buttimer, Anne (2001). “Home—Reach—Journey”. In Moss, Pamela. Placing Autobiography in Geography. Syracuse University Press. pp. 22–40. ISBN 978-0-81562-848-4
- Maddrell, Avril (2009). “An interview with Anne Buttimer: an autobiographical window on geographical thought and practice 1965–2005”. Gender, Place & Culture: A Journal of Feminist Geography 16 (6):  741–765. doi:10.1080/09663690903279179.
- Mels, Tom (2010). “Anne Buttimer”. In Hubbard, Phil; Kitchin, Rob. Key Thinkers on Space and Place (2nd ed.). Sage. pp. 91–97. ISBN 978-1-84920-102-5 here